# Lithocarpus leiophyllus
Lithocarpus leiophyllus är en bokväxtart som beskrevs av Aimée Antoinette Camus. Lithocarpus leiophyllus ingår i släktet Lithocarpus och familjen bokväxter.
Artens utbredningsområde är Kambodja. Inga underarter finns listade.